# Tour de Flandes 1982
El Tour de Flandes 1982 va ser la 66a edició del Tour de Flandes. La cursa es disputà el 4 d'abril de 1982, amb inici a Sint-Niklaas i final a Meerbeke després d'un recorregut de 267 quilòmetres. El belga René Martens s'imposà en solitari per davant dels seus compatriotes Eddy Planckaert i Rudy Pevenage.

## Classificació final
|    | Ciclista                  | Equip                       | Temps      |
| -- | ------------------------- | --------------------------- | ---------- |
| 1  | René Martens (BEL)        | Daf Trucks-Teve Blad-Rossin | 6h 35' 40" |
| 2  | Eddy Planckaert (BEL)     | Splendor-Wickes             | +21"       |
| 3  | Rudy Pevenage (BEL)       | Capri Sonne                 | m. t.      |
| 4  | Michel Pollentier (BEL)   | Safir-Concorde              | m. t.      |
| 5  | Jan Bogaert (BEL)         | Europ Decor                 | +45"       |
| 6  | Palmiro Masciarelli (ITA) | Famcucine                   | m. t.      |
| 7  | Patrick Versluys (BEL)    | Boule d'Or-Colnago          | m. t.      |
| 8  | Géry Verlinden (BEL)      | Boule d'Or-Colnago          | m. t.      |
| 9  | Marc Sergeant (BEL)       | Boule d'Or-Colnago          | m. t.      |
| 10 | Johan van der Velde (NED) | TI-Raleigh-Campagnolo       | m. t.      |